# 조현민 (희극인)
조현민(1980년 6월 22일 ~ )은 대한민국의 개그맨이다.

## 학력
- 서울예술대학교 광고창작과

## 출연 작품

### 영화
- 《통키는 살아있다》 (2010년)

### 드라마 & 시트콤
- 《거침없이 하이킥!》 (MBC)
- 《초인시대》 (tvN)

### 예능(SBS 제외)
- 《개그야》 (MBC)
- 《섹션TV 연예통신》 (MBC)
- 《찾아라! 맛있는 TV》 (MBC)
- 《기분좋은 날》 (MBC)
- 《놀러와》 (MBC)
- 《해피타임》 (MBC)
- 《미남들의 포차》 (KBS Joy)
- 《하땅사》 (MBC)
- 《웃고 또 웃고》 (MBC)
- 《켠김에 왕까지》 (온게임넷(현 OGN))
- 《스펀지 제로》(KBS2)
- 《내가 니 앱이다!》 (온게임넷(현 OGN))
- 《퀴즈쇼 사총사》(KBS2)
- 《뮤직 코믹쇼》 (MBC MUSIC)
- 《코미디에 빠지다》 (MBC)
- 《최강연승 퀴즈쇼 Q》 (MBC)
- 《코미디의 길》 (MBC)
- 《코미디빅리그》 (tvN)
  - 《오춘기》
  - 《노량진 랩소디》
  - 《원초적 본능》
  - 《100세 미생》
  - 《로 to the 봇》
  - 《충청도의 힘》
  - 《쇼미더구라》
- 《44층 지하전전》 - 《겜생상담소》(OGN(구 온게임넷))

## 수상 내역
- 2006년 MBC 방송연예대상 베스트커플상[1]

## 홍보대사
- 2011년 2월 홍성보훈지청 홍보대사[2]

## 유행어
- ○○○ ○○○, 저리 꺼져! (전설의 복학생)
- 응~... 가~~ (전설의 복학생)

## 같이 보기
허강조류(김형철,장신민 제외)
- 허준
- 강성민
- 류경진